# 枝幸温泉
枝幸温泉（えさしおんせん）は、北海道枝幸郡枝幸町北幸町にある温泉。

## 泉質
- カルシウム・ナトリウム - 硫酸塩泉
  - 源泉温度47.3℃

## 温泉地
日帰り入浴施設と宿泊施設を併設した「枝幸温泉ホテルニュー幸林」の一軒宿がある。
源泉１００％かけ流し（ただし光明石温泉部分は除く）。高台に位置しており、内湯のみだがオホーツク海を眺めながら入浴できる。

## 歴史
- 1998年(平成10年) - 開湯

## アクセス
- 鉄道 : 宗谷本線音威子府駅下車バス約1時間